# فرماندهی و نافرمانی
کتاب «فرماندهی و نافرمانی» عنوان دومین جلد از مجموعه تاریخ شفاهی و تصویری ایران معاصر است که به کوشش حسین دهباشی به گفتگو و مصاحبه با سپهبد  شاپور آذربرزین (عبدالله آذربرزین) اختصاص یافته‌است. آذربرزین جانشین و معاون عملیاتی و فرماندهی نیروی هوایی رژیم پهلوی را به عهده داشته و مدت کوتاهی هم پس از پیروزی انقلاب اسلامی به سمت فرماندهی نیروی هوایی منصوب شد. چاپ نخست کتاب «فرماندهی و نافرمانی» در ۷۳۰ صفحه از سوی سازمان اسناد و کتابخانه ملی ایران در زمستان ۱۳۹۳ منتشر شده‌است.
گفت‌وگو با عبدالله آذربرزین در خلال چندین جلسه مصاحبه در سال ۱۳۸۸ در کالیفرنیای آمریکا صورت گرفته است.

## خلاصه کتاب
گفتگو با عبدالله آذربرزین در خلال چندین جلسه مصاحبه در سال ۱۳۸۸ در کالیفرنیای آمریکا، روایت دسته اولی از مشاهدات وی در مباحثی چون پیشینه نظامی پدرش در حکومت رضاشاه، وضعیت ایران قبل از کودتای رضاشاه، آموزش اولین دوره خلبانی در ایران، ساختار اداری و ترفیعات و ضداطلاعات و فرماندهان نیروی هوایی، واحد پروازهای شناسایی، عملیات مخفیانه هواپیماهای جنگنده ایران، نگرانی اسرائیل و آمریکا از توافق ایران و عراق در الجزایر، نحوه مدیریت شاه در برخورد با فرماندهان عالی ارتش، خریدهای نیروی هوایی، شوروی و انگلیس و آموزش خلبانان در این کشورها، نقش و جایگاه مستشاران خارجی در ارتش، خروج شاه از کشور و عملیات محرمانه برای بازگشت وی، انتصاب به فرماندهی نیروی هوایی پس از انقلاب و… است.

## سپهبدعبدالله آذربرزین
سپهبد عبدالله آذربرزین (۱۳۰۸ خرم‌آباد) در یک خانواده نظامی به دنیا آمد. او دوره تخصصی خلبانی و مدرسی این رشته را در آمریکا گذراند و عهده‌دار سمت‌هایی چون فرمانده پایگاه هوایی دزفول، معاونت عملیاتی و جانشین فرمانده نیروی هوایی ارتش شد. او پس از انقلاب در دوره کوتاهی به فرماندهی نیروی هوایی ارتش منصوب و بعد مدتی را زندانی و سپس به توصیه مهدی بازرگان آزاد شد.

## پروژه تاریخ شفاهی و تصویری ایران در عصر پهلوی دوم
پروژه تاریخ شفاهی و تصویری ایران در عصر پهلوی دوم» مهمترین و بزرگترین پروژه تاریخ شفاهی ایران در نوع خود و مجموعه‌ای از ده‌ها گفتگوی پژوهشی با تصمیم‌سازان و بازیگران اصلی عصر پهلوی دوم است که پس از حدود ۱۴ سال پیگیری و تلاش، در خلال صدها ساعت مصاحبه صوتی و تصویری و گردآوردن دانه به دانه هزاران سند تاریخی گنجینه بی‌نظیر و دست اولی از تجارب، کامیابی‌ها و ناکامی‌های حکومتداری در ایران تبدیل شده‌است.

## نظرات دیگران در مورد کتاب
عباسعلی کدخدایی : اگر چه گاهی اوقات احساس می‌شود در بیان مطالب اغراق صورت گرفته لیکن بسیاری از آنها قرین به صحت است مگر در مواردی که گوینده اطلاعات کافی نداشته است. دلیلی هم بر خلاف گفتن گوینده در بیان واقعیات پشت پرده رژیم شاه وجود ندارد، چون نه وابستگی به جمهوری اسلامی ایران دارد و نه دیگر منتظر پست و مقامی است و البته از اینکه هر از گاهی مطالبی را نیز علیه نظام اسلامی بیان کند، ابایی ندارد. خاطرات سپهبد آذربرزین نشان می‌دهد کشور در رژیم گذشته چطور به آمریکا وابستگی داشته و فرماندهان نظامی نیز از خود استقلال عمل زیادی نداشتند.

## بخش‌هایی از کتاب
در بخشی از متن این کتاب آمده‌است: «ازهاری هم آمد نشست. طرف چپش ده نفر سپهبد نشسته بودند. این طرف هم فرماندهانی نشسته بودند و من هم نشسته بودم. بدره‌ای بود، من بودم، خسروداد بود و تیمسار حبیب‌اللهی بود. ایادی شروع کرد صحبت کردن. مرا نشان داد و گفت: اگر این آذربرزین به من هواپیما بدهد، از آنجا برنج می‌آورم و از هندوستان چای می‌آورم و حتی می‌توانم برای آن‌ها لباس و همه چیز از خارج وارد کنم. من دیدم اگر ولش کنیم، اصلاً می‌رود سراغ مرغداری… من هم گفتم تیمسار یا نامه را درست نخوانده‌اید یا اینکه نمی‌توانید جلسه را اداره کنید. منِ سپهبد، چشمم کور، می‌روم برنج را از بازار آزاد می‌خرم. آخر الان که تمام تهران دارد در آتش می‌سوزد، مجسمه را دارند پایین می‌کشند و روی در و دیوارها بد و بیراه می‌نویسند، شما چطور به این سپهبد اجازه می‌دهید همه فرماندهان را جمع کنند، اینجا به روضه او راجع به سهمیه برنج سپهبدها گوش کنند؟»

- ما اولین قطعه‌ای که رفتیم دنبالش بسازیم، دسک‌های ترمز (F4) بود که من با صنایع هواپیمایی صحبت کردم، مرحوم اشعری از افسرهای خیلی خوب فنی بود. او گفت می‌سازم و ساخت و آورد. مستشار آمد گفت نمی‌توانید استفاده کنید، گوش نکردیم، سفیر آمریکا به اعلیحضرت گفت استفاده نکنید، اعلیحضرت هم گفت سفیر گفته استفاده نکنید، بگذارید برای ذخیره جنگی. (صفحه ۵۶۹)

- گفتم من دیگر نمی‌توانم این شرایط را تحمل کنم، این شبیه ساز 6میلیون دلاری را 26 میلیون قرارداد بسته، این ربیعی نیز دارد هواپیمای پی3 می‌گیرد، ما هواپیمای پی3 نمی‌توانیم بگیریم.... به او گفتم این‌ها زیر سر مستشار است. می‌دانید اعلیحضرت چه گفت؟ به من گفت برو به سفیر آمریکا بگو این مسخره بازی‌ها چیست؟ هر وقت این را می‌گفت می‌فهمیدم یعنی چه. یعنی دیگر دخالت نکن. من که نمی‌رفتم پیش سفیر آمریکا. (صفحه ۱۸۴)